# 掛下和男
掛下 和男（かけした かずお、1917年（大正8年）2月27日 - 1975年（昭和50年）12月29日）は、日本の実業家。元東洋レーヨン（現東レ株式会社）取締役、同社監査役。

## 経歴
神奈川県で出生。旧制高千穂中学校（第23回）、1944年（昭和19年）9月 慶應義塾大学経済学部卒業。同年、東洋レーヨン入社。1963年（昭和38年）1月 企画部長を経て、1970年（昭和45年）11月 取締役に就任する。1972年（昭和47年）11月 監査役に選任され、1975年（昭和50年）12月29日まで務める。
1975年（昭和50年）12月29日 自宅にてガス自殺。満58歳没。